# Шери (коммуна)
Шери́ (фр. Chéry) — коммуна во Франции, находится в регионе Центр. Департамент — Шер. Входит в состав кантона Люри-сюр-Арнон. Округ коммуны — Вьерзон.
Код INSEE коммуны — 18064.

## География
Коммуна расположена приблизительно в 195 км к югу от Парижа, в 90 км южнее Орлеана, в 27 км к западу от Буржа.
По территории коммуны протекает река Арнон.

## Население
Население коммуны на 2008 год составляло 219 человек.
| 1962 | 1968 | 1975 | 1982 | 1990 | 1999 | 2008 |
| ---- | ---- | ---- | ---- | ---- | ---- | ---- |
| 299  | 306  | 276  | 266  | 268  | 236  | 219  |

## Администрация
| Период | Период | Фамилия   | Партия | Примечания |
| ------ | ------ | --------- | ------ | ---------- |
| 2001   | 2008   | Ирен Шово |        |            |
| 2008   | 2014   | Жан Шарль |        |            |

## Экономика
В 2007 году среди 133 человек в трудоспособном возрасте (15-64 лет) 94 были экономически активными, 39 — неактивными (показатель активности — 70,7 %, в 1999 году было 62,3 %). Из 94 активных работали 89 человек (52 мужчины и 37 женщин), безработных было 5 (2 мужчин и 3 женщины). Среди 39 неактивных 7 человек были учениками или студентами, 22 — пенсионерами, 10 были неактивными по другим причинам.

## Фотогалерея

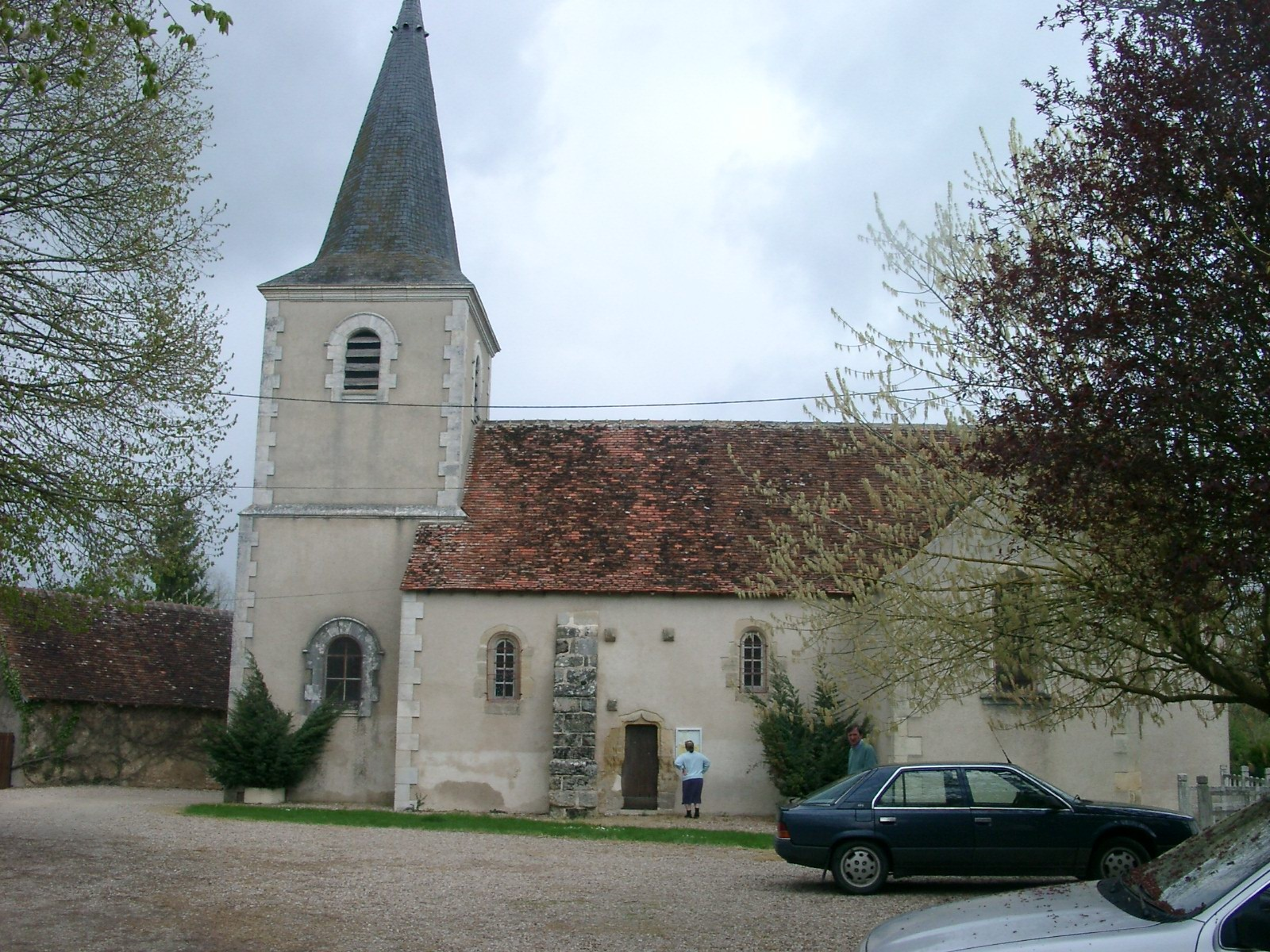
Церковь Сен-Дидье
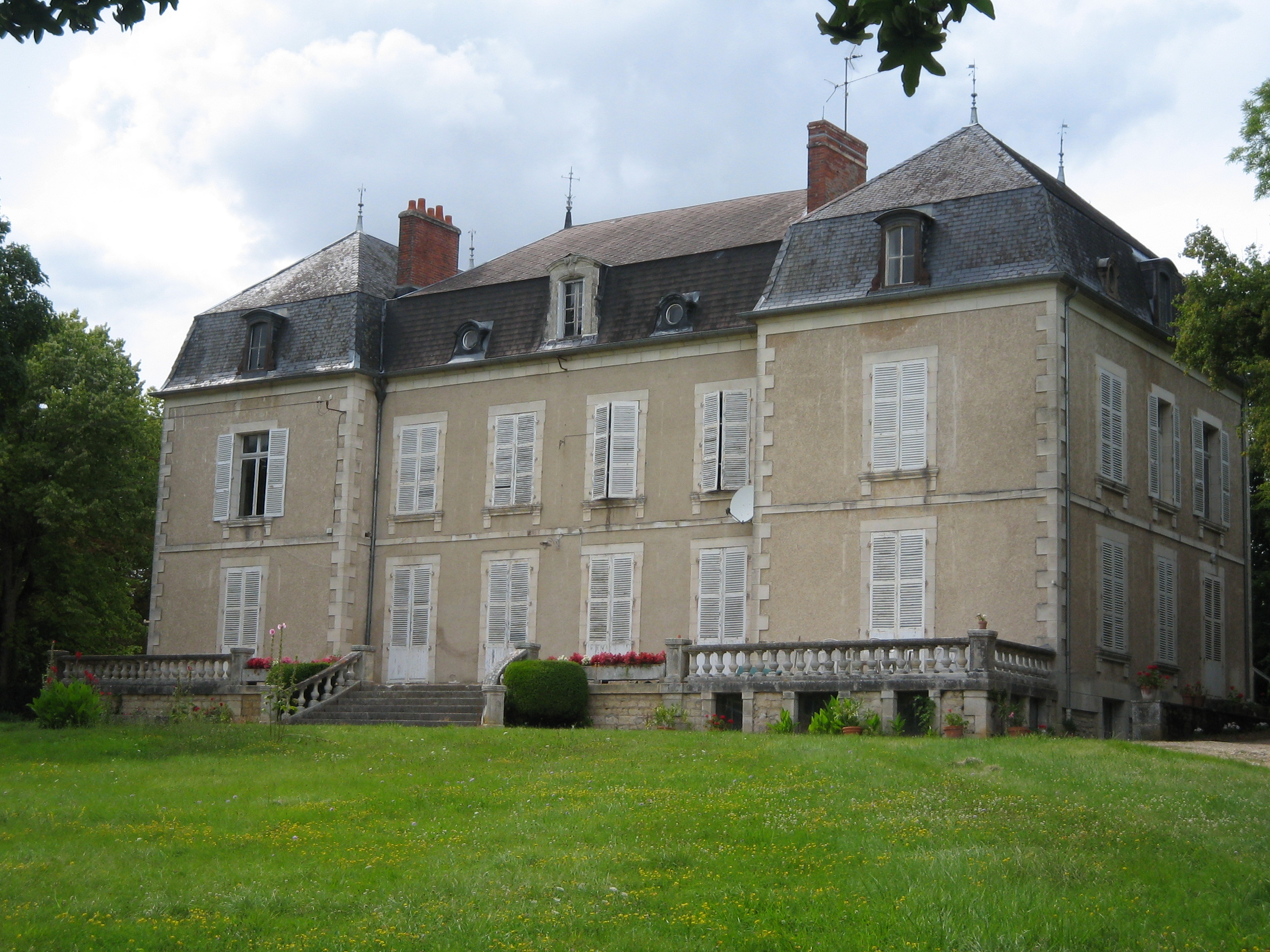
Замок Морепа
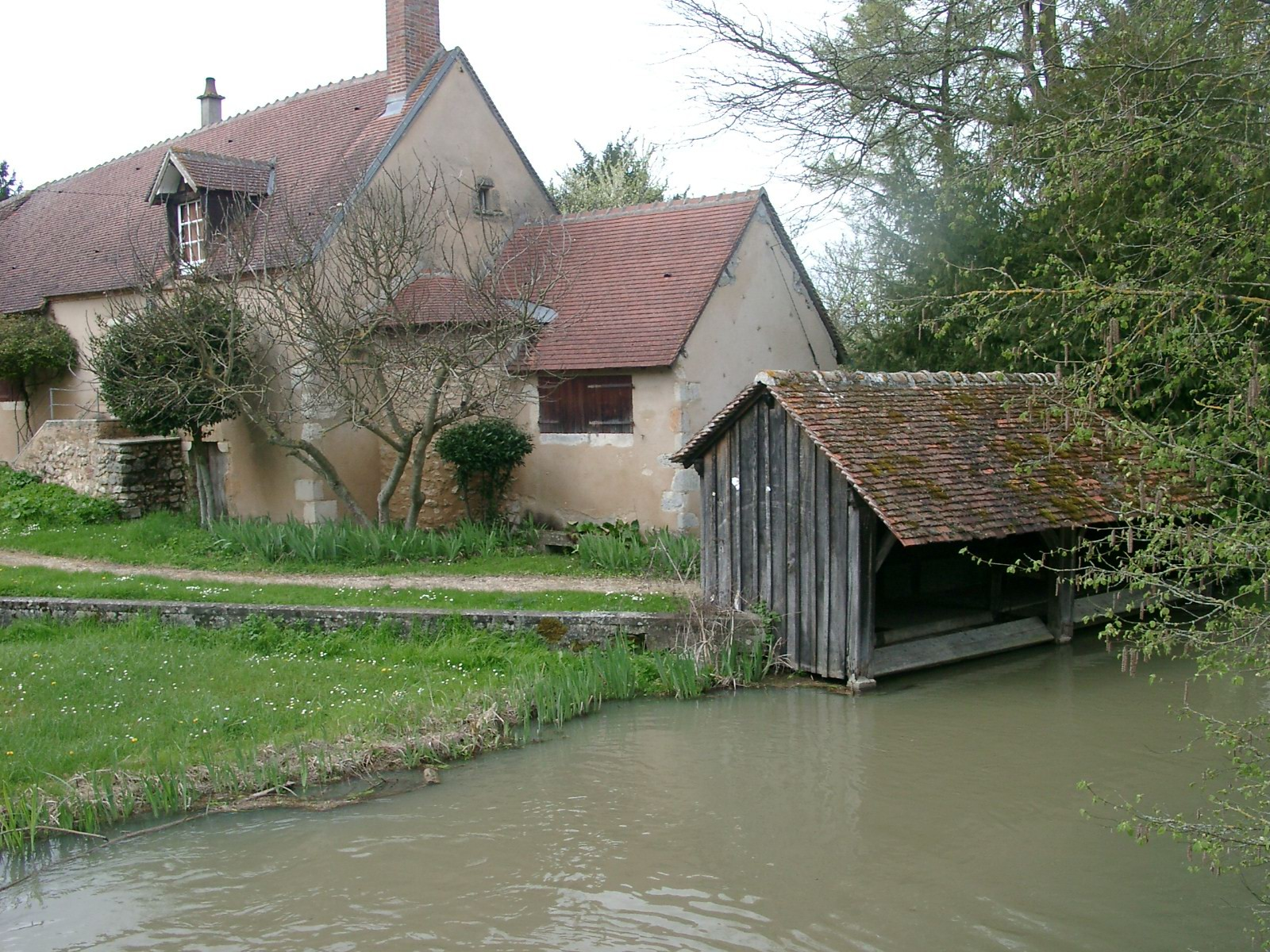
Общественная прачечная
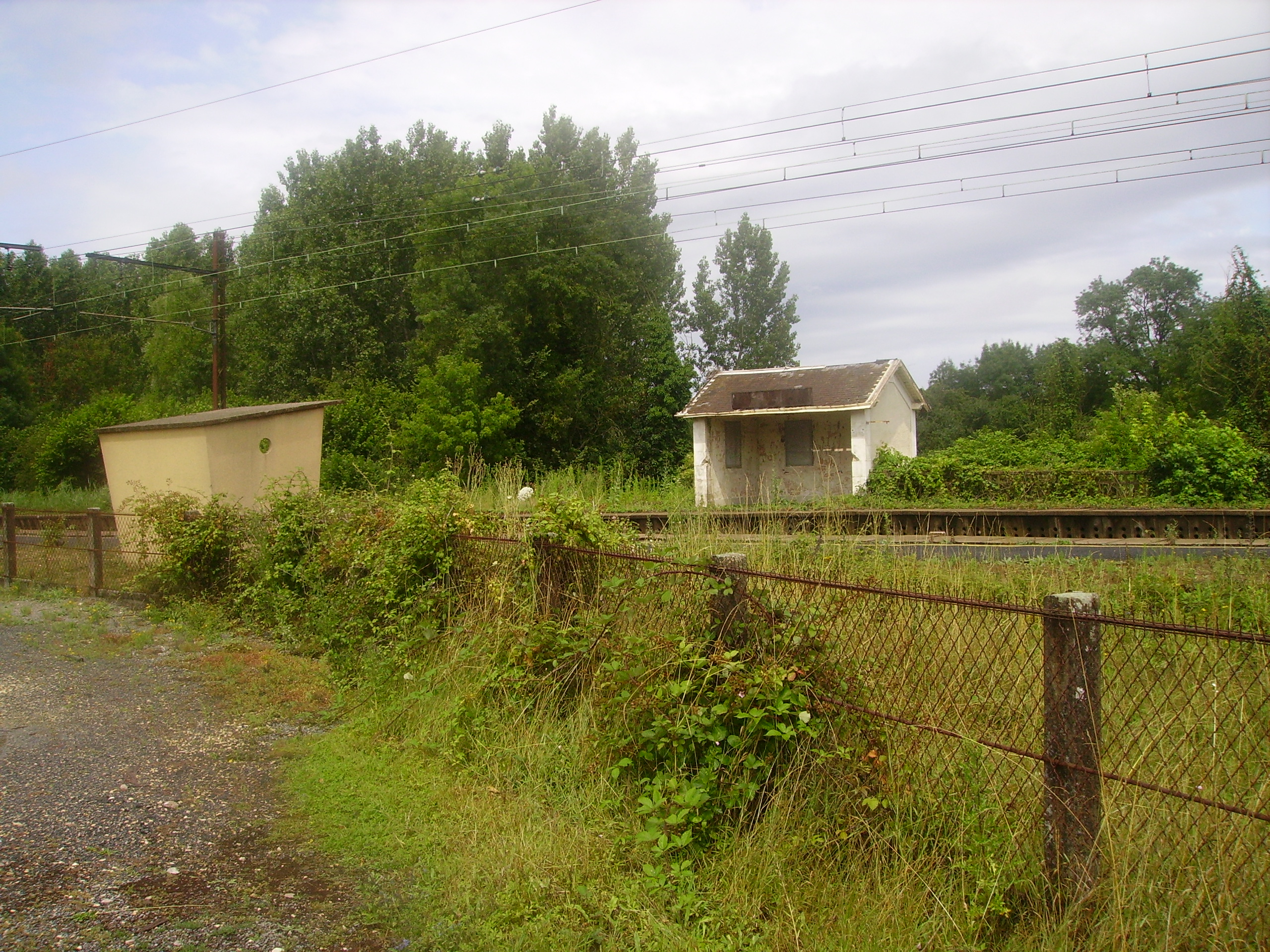
Вокзал